# Mohill
Mohill (irisch Maothail, auch Maothail Manacháin) ist eine Stadt im County Leitrim im nördlichen zentralen Binnenland der Republik Irland.

## Der Ort
Maothail Manacháin, der irische Name des Ortes, nimmt Bezug auf St. Manachán, der hier um 500 ein Kloster begründete.
Heute ist Mohill als ländliche Mittelpunktstadt geprägt von der Landwirtschaft, von lokaler Industrie und durch den Tourismus. In der Nähe von Mohill befindet sich Lough Rynn Castle aus dem frühen 19. Jahrhundert, das heute als 4-Sterne-Hotel genutzt wird.
Die Megalithen von Fenagh (auch Feenagh Beg) sind von unterschiedlichem Typ und liegen zwischen Ballinamore und Mohill.

## Lage und Demografie
Mohill liegt im südlichen Teil der von Leitrim, etwa 15 km südöstlich von Carrick-on-Shannon und 7 km östlich der Nationalstraße N4, an einem Hang über dem River Rinn.
Die Einwohnerzahl von Mohill wurde beim Census 2022 mit 1027 Personen ermittelt.

## Persönlichkeiten
- William Henry Drummond (1854–1907), kanadischer Lyriker
- John Hart (1879–1957), kanadischer Politiker und Unternehmer